# 贝斯特拉亚市镇
贝斯特拉亚市镇（俄语：Быстринское муниципальное образование）是俄罗斯联邦伊尔库茨克州斯柳江卡区所属的一个市镇。其下辖有2个居民点，行政中心为贝斯特拉亚。据2016年统计，该市镇的人口为651人。